# William Murray (marquis de Tullibardine)
Pour les articles homonymes, voir William Murray (homonymie) et Murray.
William Murray, marquis de Tullibardine (14 avril 1689 - 9 juillet 1746) est un noble écossais et jacobite qui prend part aux rébellions de 1715, 1719 et 1745. 
Connu pour son rôle en 1715, son frère cadet devient duc d'Atholl en 1724, alors que Tullibardine est fait duc de Rannoch dans la pairie jacobite. Il passe la majeure partie de sa vie après 1715 en exil, retournant en Écosse uniquement pour participer aux rébellions de 1719 et 1745. Dans cette dernière, il est l'un des sept hommes de Moidart qui accompagne le prince Charles en Écosse en juillet 1745. Capturé après la Bataille de Culloden en avril 1746, il meurt dans la Tour de Londres le 9 juillet célibataire et sans enfants.

## Famille
William Murray est né le 14 avril 1689, à Huntingtower près de Perth, deuxième fils de John Murray (1er duc d'Atholl) et de sa première épouse, Katherine Hamilton (1662-1707). Quand son frère aîné John est tué à la Bataille de Malplaquet en août 1709, il devient marquis de Tullibardine et héritier du duché, mais est mis hors la loi pour sa participation à la Rébellion jacobite de 1715. Son frère cadet devient 2e duc d'Atholl en 1724. 

## Carrière
Après un court séjour à l'Université de St Andrews, il rejoint la Royal Navy en 1707, apparemment contre la volonté de son père. Il sert sous George Byng pendant la Guerre de Succession d'Espagne mais à la suite des appels de son père, il revient en 1712 et va vivre à Londres. La même année, son père tente en vain d'organiser son mariage avec Elizabeth, la fille du chef conservateur Robert Harley. Il s'endette rapidement, un problème récurrent tout au long de sa vie et, en 1714, reçoit des paiements réguliers de la Cour Stuart de Saint-Germain-en-Laye. 
La reine Anne meurt en août 1714 et est remplacée par le Hanovrien George Ier, les Whigs remplaçant l'ancien gouvernement conservateur. Parmi les chefs conservateurs, Harley est emprisonné dans la Tour de Londres et Henry St John (1er vicomte Bolingbroke) rejoint Jacques François Stuart en France. Privé de ses postes, John Erskine (6e comte de Mar) lance en septembre 1715 une rébellion à Braemar en Écosse, sans l'approbation préalable de James. 
Le choix des camps est autant motivé par la lutte politique entre whigs et tories que par allégeance aux Stuarts ou aux Hanovriens. Atholl s'oppose aux Actes de l'Union de 1707, mais en 1715, il est un unioniste pro-hanovrien et interdit à ses fils de participer à la rébellion, menaçant de les déshériter s'ils le faisaient. 
Malgré cela, Tullibardine et ses frères Charles (1691-1720) et George (1694-1760) rejoignent l'armée jacobite. Atholl attribue leur défection à Lady Nairne (1673-1747), une Jacobite engagée, mariée à son cousin Lord William Murray (1664-1726), dont le mari et les fils participent aux rébellions 1715 et 1745. Cependant, ses autres fils se battent pour le gouvernement en 1715 et comme beaucoup d'autres, Atholl a une volonté d'équilibrer les deux côtés, après avoir passé la rébellion de 1689 en Angleterre. Pendant le soulèvement, le Château de Blair est occupé par une garnison jacobite sous Patrick Stewart, un serviteur de confiance de la famille et assiégé par son fils aîné John, qui a pris soin de ne pas endommager sa maison ancestrale. 

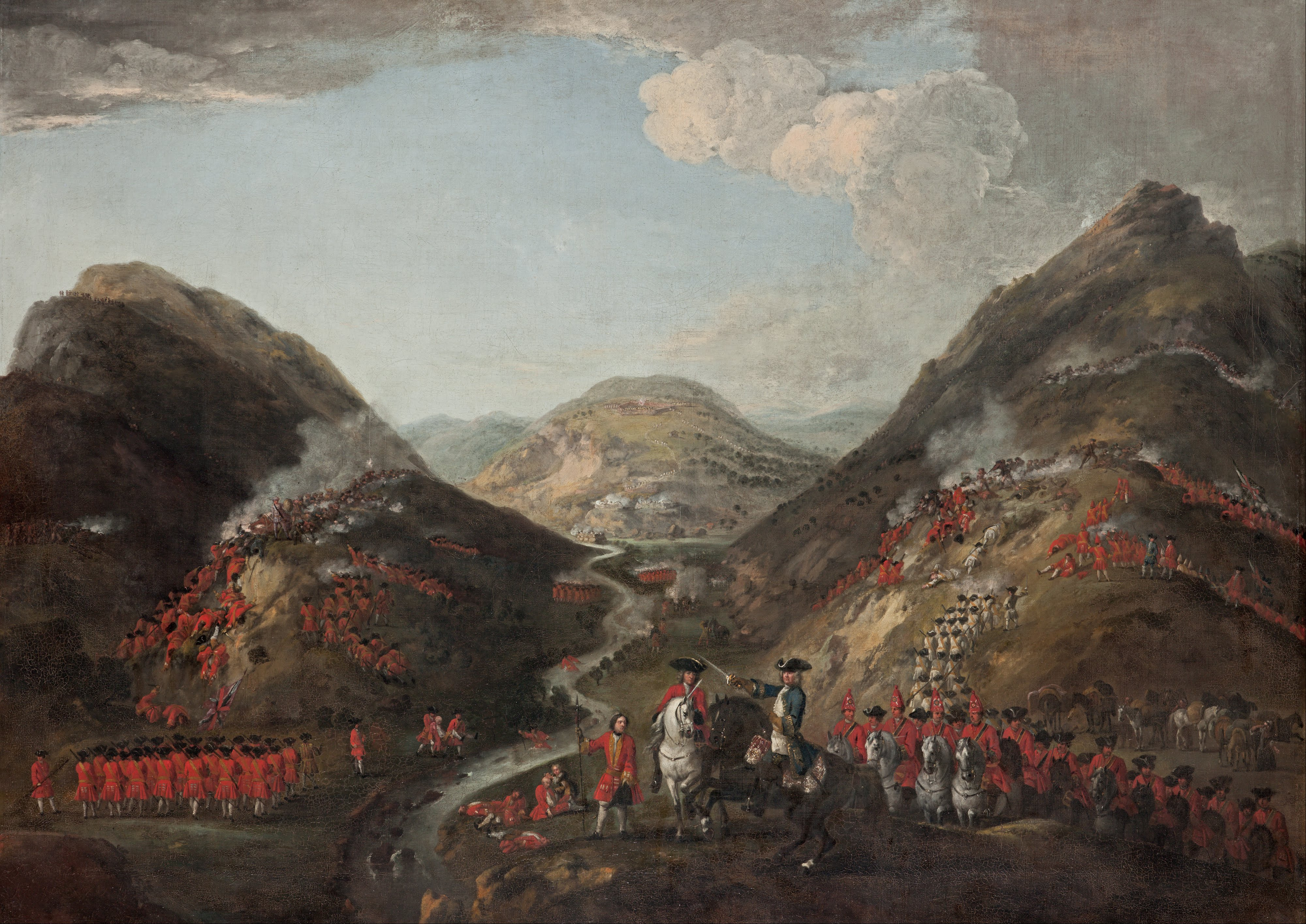
Bataille de Glenshiel, juin 1719; Tulibardine est blessé mais s'est échappé

Lord Charles est capturé lors de la bataille de Preston, quelques jours avant la bataille de Sheriffmuir le 13 novembre, où Tullibardine commande le flanc gauche. L'aile droite jacobite met en déroute leurs adversaires mais leur poursuite expose leur propre centre et aile gauche, qui s'enfuient à leur tour. Bien que non concluante, Sheriffmuir est une défaite stratégique jacobite et sans soutien extérieur, la rébellion s'effondre. Lord Charles, qui détient une commission dans le 5th Royal Irish Lancers, est jugé comme déserteur et condamné à mort. Charles est gracié mais ses deux frères s'exilent; Tullibardine est mis hors la loi et James Murray (1690–1764) le remplace comme héritier. 
Les Murrays sont impliqués dans les efforts pour obtenir le soutien d'une autre invasion de la Suède, alors en conflit avec Hanovre au sujet de la Poméranie. Cette complexité diplomatique est due au fait que l'électeur de Hanovre est également le monarque britannique. Cela resurgit dans le cadre de la rébellion de 1719 ; sa principale composante est un débarquement espagnol dans le sud-ouest de l'Angleterre, avec un soulèvement en Écosse pour capturer Inverness et permettre à un corps expéditionnaire naval suédois de débarquer. 
Tullibardine et Lord George arrivent à Stornoway en avril 1719 où ils rencontrent d'autres exilés, dont 300 marines espagnols sous George Keith. Pour diverses raisons, seul le soulèvement écossais a lieu et la rébellion s'effondre après la défaite de la Bataille de Glen Shiel le 10 juin. Tullibardine est blessé, tout comme Lord George et malgré de grandes récompenses offertes pour leur capture, les deux s'échappent une fois de plus. 

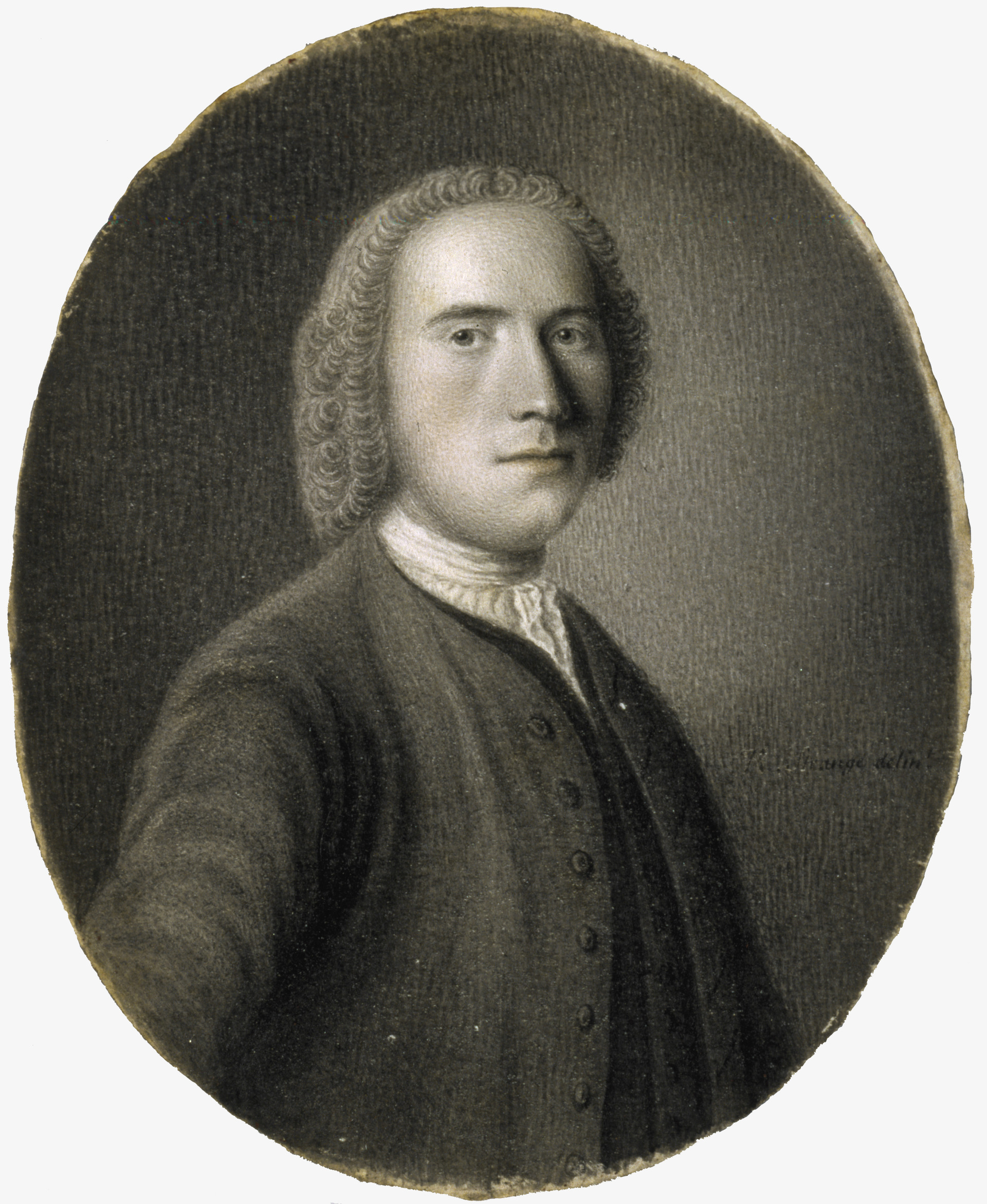
Lord George Murray (1694-1760); frère cadet et compagnon jacobite

La manière dont la rébellion échoue conduit Tullibardine à conclure qu'une restauration Stuart est désespérée à moins qu'elle ne soit soutenue par un débarquement en Angleterre ainsi qu'en Écosse. Dans une lettre du 16 juin 1719 au comte de Mar, il conclut "que nous soyons emmenés si déraisonnablement que je crains de ruiner l'intérêt des rois et des sujets fidèles dans ces régions; en voyant que nous sommes arrivés avec presque rien de ce qui était vraiment ( sic ) nécessaires à une telle entreprise ". Des hauts dirigeants comme Bolingbroke et le comte de Seaforth sont autorisés à rentrer chez eux, tandis que George Keith et son frère James deviennent des officiers prussiens. 
À la mort de leur père en 1724, James devient duc d'Atholl; en 1717, Tullibardine a été créé duc de Rannoch dans la pairie jacobite et est désormais également appelé duc d'Atholl, bien qu'il n'utilise pas le titre lui-même. Lord George accepte un pardon et rentre chez lui en 1725, tandis que son frère reste à Paris. Les détails sont rares, mais dans une lettre longue et souvent incohérente à James Stuart de mars 1723, Tullibardine annonce sa retraite dans la vie privée, au motif qu'il est inapte ... à se mêler des préoccupations profondes de l'État. 
Selon certaines indications, il souffre d'une maladie physique et mentale et manque constamment d'argent, malgré le soutien financier de sa famille en Écosse. Un mémorandum de 1731 déclare que Tullibardine a vendu son cheval car il ne pouvait pas lui acheter de fourrage, qu'il n'avait que "une robe montagnarde et une robe de chambre en coton" à porter et que sa maison "avait l'apparence d'une retraite pour les voleurs plutôt que celui d'un grand et puissant noble ". 
En 1733, Tullibardine est arrêté pour non-paiement d'une facture de vin de 3 000 livres. Emprisonné pour dettes en 1736, il est libéré en 1737 et envoyé vivre avec James Dunne (1700–1758), un catholique irlandais expatrié servant de prêtre dans le village de Boin, en dehors de Chartres. 
Lors de l'Insurrection de 1745, Tullibardine est l'un des sept hommes de Moidart qui accompagnent le prince Charles en Écosse. Il souffre de goutte et ses contemporains notent qu'il semble plus proche de 70 ans que son véritable âge de 58 ans, "avait cessé d'être écossais ..." et "... pouvait à peine écrire sa propre langue". Malgré cela, il est précieux pour les Jacobites en raison du grand potentiel de recrutement des domaines d'Atholl, et lever des hommes est sa principale préoccupation pendant une grande partie de la rébellion. Il pouvait encore inspirer le respect des locataires d'Atholl et sa présence a peut-être été un facteur qui a poussé Lord George à rejoindre de façon inattendue l'armée jacobite à Perth le 3 septembre. De retour au château de Blair pour la première fois en 30 ans, il est nommé commandant des forces jacobites au nord du Forth et, le 30 octobre, arrive à Édimbourg avec environ 600 recrues qui sont formées dans le régiment du duc d'Atholl, puis élargi aux trois bataillon "Atholl Brigade". 
Il accompagne l'expédition en Angleterre et la retraite ultérieure de Derby. Après la victoire à Falkirk en janvier 1746, il retourne dans le Perthshire pour rassembler plus d'hommes. La capacité des Jacobites à déployer une armée est affectée par le mode de guerre traditionnel des Highlanders, qui implique de rentrer chez eux en hiver. La Brigade Atholl souffre de taux de désertion particulièrement élevé; "Pour l'amour de Dieu, donnez des exemples", lord George exhorte Tullibardine le 27 janvier, "ou nous serons défaits". Il est signalé que Tullibardine et ses agents ont proféré des menaces de violence et en particulier de destruction de biens à la fois pour assurer le recrutement et pour décourager la désertion. 
Tullibardine rejoint le prince Charles à Culloden House le 19 février et peu de temps après, Blair Castle est occupé par les forces gouvernementales sous Sir Andrew Agnew. Accompagné d'un domestique, Tullibardine réussit à s'échapper après Culloden en avril 1746, mais ses infirmités et son âge le rendent à peine capable de s'asseoir à cheval. Le 27 avril, ils atteignirent Ross Priory dans le Dumbartonshire mais Tullibardine est trop malade pour aller plus loin et est capturé par les troupes gouvernementales. 
Après avoir été détenu au Château de Dumbarton, Tullibardine est ensuite envoyé à Leith et embarqué le 13 mai à bord du HMS Eltham ; alors que le navire se dirige vers le nord pour prendre d'autres prisonniers, il n'est arrivé à la Tour de Londres qu'à la fin juin. Sa santé s'est encore détériorée; il y est décédé le 9 juillet avant de comparaître et est enterré à St Peter ad Vincula, l'église attachée à la tour.